# ألان ريد (مغني)
ألان ريد (بالإنجليزية: Alan Reid)‏ هو مغني وكاتب أغاني بريطاني، ولد في 2 مايو 1950 في غلاسكو في المملكة المتحدة.

## وصلات خارجية
- ألان ريد على موقع ميوزك برينز (الإنجليزية)
- ألان ريد على موقع ديسكوغز (الإنجليزية)
- ألان ريد على موقع ديسكوغز (الإنجليزية)